# Joanes Leizarraga
Joanes Leizarraga Manta, también conocido como Jean de Liçarrague (Briscous, 1506-La Bastide-Clairence, 1601) fue un sacerdote y escritor labortano, de habla bajonavarro, un dialecto del euskera, figura muy importante en la filología vasca por su traducción del Nuevo Testamento al euskera publicada en 1571, que fue amparada por Juana de Albret, reina de Navarra en la Baja Navarra.
Se trata de uno de los primeros textos extensos en lengua vasca y en su preámbulo se utiliza la expresión Heuscal Herria, segunda documentación de este término tras el alavés Juan Pérez de Lazarraga en 1564.

## Biografía
Leizarraga nació en 1506 en Briscous (Labort). Existía en Briscous una casa Lizarraga hasta 1944. En el momento de su nacimiento, el territorio de Lapurdi pertenecía a Francia, no a Navarra, aún fuertemente influenciado por esta.
Los datos sobre su juventud son escasos, si bien se sabe que fue primeramente ordenado sacerdote católico, «antes de convertirse al protestantismo» ejerciendo, probablemente, en Lapurdi. En 1559 se hizo hugonote, partidario de la reforma protestante, lo cual le acarreó persecución y encarcelamiento. Como otros protestantes fue protegido por Juana III de Albret, reina de Navarra. Fue pastor de la iglesia reformada durante tres décadas, en La Bastide-Clairence, Baja Navarra donde murió en 1601.

## Traducción del Nuevo Testamento
Por iniciativa del sínodo de Pau celebrado en 1564, tradujo la primera versión del Nuevo Testamento al euskera. La edición tenía tres libros:
- Iesus Christ Gure Iaunaren Testamentu Berria (El Nuevo Testamento).[5][6]
- Kalendrera, calendario de festividades religiosas.
- ABC edo Christinoen instructionea, lecciones rudimentarias para aprender a leer y la doctrina.

Iesus Christ Gure Iaunaren Testamentu Berria fue impreso por Pierre Hautin en La Rochelle el año 1571, tras ser revisado por cuatro pastores vascos, los suletinos Sanz Tartas, Piarres Landetcheverry y Tardetz y Joannes Etcheverry, de San Juan de Luz. Ostenta en la portada las armas de Juana III de Navarra, pero no declara quien es el traductor de la obra. Las otras dos obras también fueron publicadas en 1571 en La Rochelle, fortaleza de los hugonotes, y junto a la Biblia incluyó algunos escritos sobre la vida diaria del cristiano. Los críticos destacan de él el mérito del traductor, ya que se supone que la lengua en la que escribió tenía una escasa tradición escrita, al menos en prosa. Se exigió a sí mismo ser lo más fiel posible al texto original. El tener que traducir oraciones subordinadas le llevó a imitar la sintaxis de las lenguas románicas. Los investigadores aprecian las normas ortográficas aplicadas casi sin excepción en toda la obra y son muchos los ejemplos que demuestran el método de traducción sistemático y meticuloso que debió utilizar. Eso hace pensar que Leizarraga, ayudado por un equipo de colaboradores, creó prácticamente de la nada una versión estandarizada del idioma, para poder así traducir los textos religiosos tal y como exigían las ideas reformistas. 
Se nota que escribió para vascohablantes del País Vasco francés, aunque tampoco queda claro el dialecto que utilizó, pues tomó del labortano, bajonavarro y suletino. Puede pensarse que decidió crear una koiné de los tres dialectos para poder llegar al público más amplio posible. Algunos autores han llegado a pensar que él mismo hablaba esa mezcla de distintos dialectos, es por ello por lo que se han presentado las siguientes teorías:
- Piarres Lafitte se atiene a lo que el autor mismo dice en el prólogo, es decir, que utilizó su euskera natal, es decir el labortano de Labort.[10]
- Según Louis Lucien Bonaparte, los tres dialectos del País Vasco francés estuvieron en una época unidos, y Leizarraga habría escrito cuando aún esto era así. Esta teoría cuenta con un serio obstáculo, pues apenas un siglo después se escribiría en labortano, bajo navarro y suletino.[11]
- Mathieu René Lafon afirma que en aquella época muchos bajonavarros y suletinos viajaban al pueblo de Leizarraga, Briscous. Además, los padres y abuelos del escritor eran de la Baja Navarra y los ayudantes que le asignó la reina de Navarra eran suletinos. Así se explicaría que las tres formas estén presentes en sus textos.

Hay que tener en cuenta que la costa de Labort en aquella época era de gran importancia económica a nivel europeo, y aunque no pertenecía al Reino de Navarra, Leizarraga utilizó como base la flexión verbal de esta región.
Debido al uso culto del lenguaje que exigía una traducción de esta índole y a la fidelidad meticulosa que se debía exigir al texto original, tuvo que tomar muchos préstamos del latín en detrimento de palabras de origen vascuence. Por ejemplo, tradujo pescador de hombres por giza pescadore, en vez del castizo giza arrantzale. Por un lado es innovador en el uso de léxico culto, pero por otro muy arcaizante en la morfología y la fonética. Al igual que en el caso de Juan Pérez de Lazarraga se pueden encontrar rastros lingüísticos anteriores al siglo XVI.

## Primera aparición literaria de varios términos
En su traducción del Nuevo Testamento al euskera en 1571 aparece el término adaptado al dialecto navarro-labortano "heuscal herria" y se hace referencia a lo dialectalizado que se encuentra el euskera.

Gaineracoaz den becembatean, batbederac daqui heuscal herrian quasi 
 etche batetic bercera-ere minçatzeco manerán cer differentiá eta diuersitatea den
Por lo demás, cualquiera sabe que en Euskal Herria casi 
 de una casa a otra lo diferente y diversa que es la forma de hablar
Heuscalduney, Iesus Christ Gure Iaunaren Testamentu Berria

Ésta sería la segunda aparición de este término tras la encontrada en la obra de Juan Pérez de Lazarraga datada entre 1564 y 1567, unos pocos años antes.